# Reichskommissariat

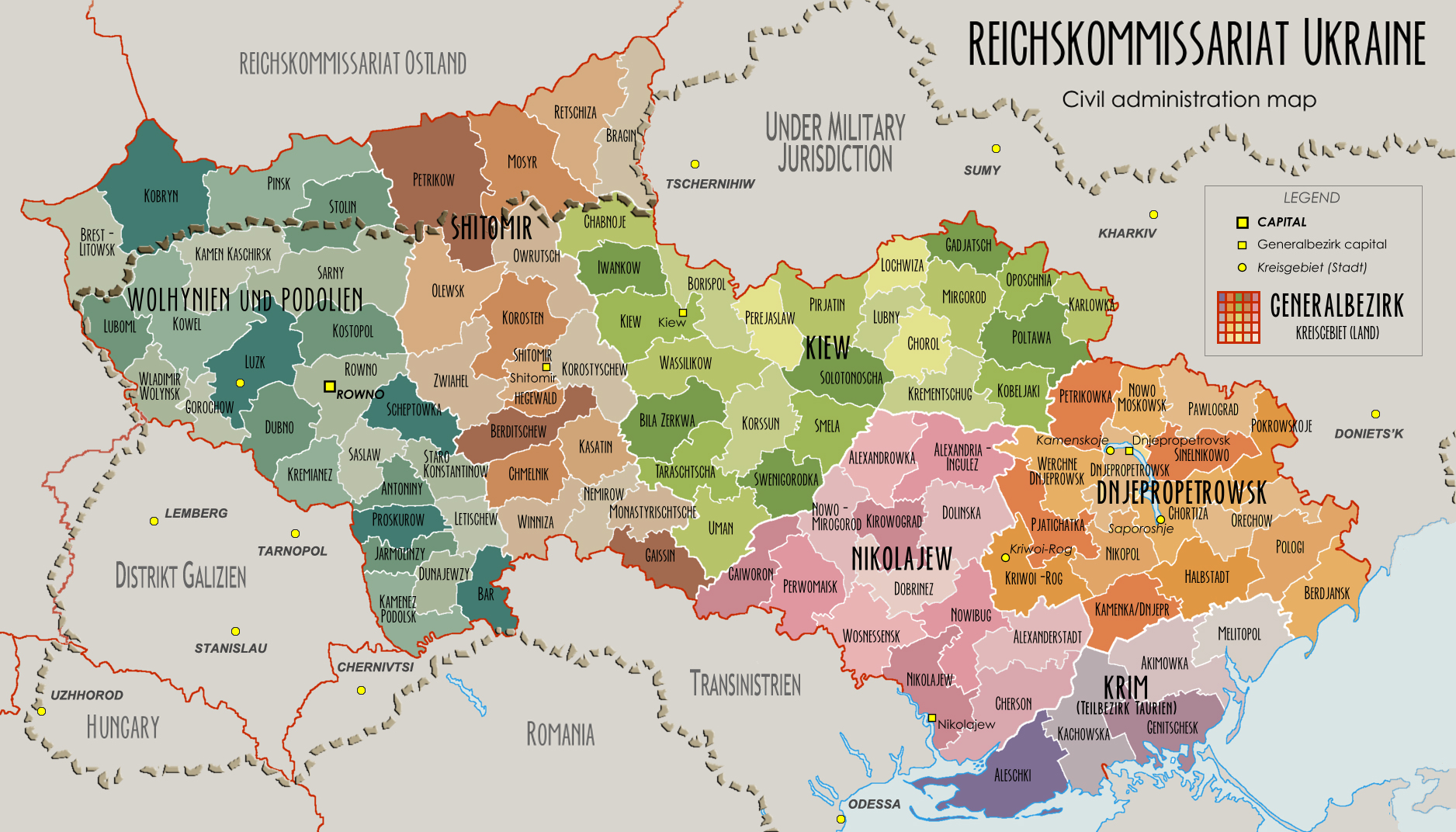
Reichskommissariat Ukraina. Một trong những kế hoạch reichskommissariats đã được thiết lập bởi Đức sau chiến tranh.

Reichskommissariat (Uỷ ban Cảnh giới) là tên gọi của tiếng Đức cho một loại thực thể hành chính do một quan chức chính phủ gọi là Reichskommissar đứng đầu. Mặc dù nhiều cơ quan khác nhau như vậy tồn tại chủ yếu trong suốt Đế quốc Đức và phát xít giai đoạn trong một số lĩnh vực khác nhau (từ cơ sở hạ tầng công cộng và quy hoạch không gian để thanh lọc sắc tộc) nó là phổ biến nhất được sử dụng để chỉ bán thuộc địa đơn vị hành chính lãnh thổ được thành lập bởi Đức Quốc xã ở một số nước bị chiếm đóng trong Thế chiến II. Trong khi chính thức đặt ngoài lãnh thổ Đức theo nghĩa hợp pháp, các thực thể này được kiểm soát trực tiếp bởi các cơ quan dân sự tối cao (Reichskommissars), người cai trị lãnh thổ được giao của họ với tư cách là thống đốc Đức thay mặt và là đại diện trực tiếp của Adolf Hitler. 

Sự ra đời của các chính quyền lãnh thổ này đã phục vụ một số mục đích. Những thành lập hoặc dự kiến được thành lập ở Tây và Bắc Âu nói chung được hình dung là giai đoạn chuyển tiếp cho việc thành lập tương lai của nhiều quốc gia Đức khác nhau bên ngoài nước Đức trước chiến tranh vào một quốc gia phát xít mở rộng. Các đối tác phía đông của họ phục vụ chủ yếu thực dân và chủ nghĩa đế quốc, như là nguồn của Lebensraum trong tương lai cho việc định cư của Đức và khai thác tài nguyên thiên nhiên.

Một sự tương phản khác là mức độ đại tu hành chính được thực hiện trong hai loại này. Như ở hầu hết các vùng lãnh thổ khác mà người Đức chinh phục, các quan chức địa phương và các quan chức đã bị áp lực để tiếp tục các hoạt động thường ngày của họ (đặc biệt là ở cấp trung và thấp hơn) mặc dù dưới sự giám sát của Đức. Trong suốt cuộc chiến, Reichskommissariate ở Tây và Bắc Âu chỉ đơn giản là giữ lại cấu trúc hành chính hiện có trước đó, trong khi ở phía đông những cấu trúc hoàn toàn mới như vậy đã được giới thiệu.
Tuy nhiên, tất cả những thực thể này được dự định để hội nhập cuối cùng vào một đại đức Reich (tiếng Đức: Großgermanisches Reich) bao gồm khu vực chung của châu Âu trải dài từ Biển Bắc đến dãy núi Ural, mà Đức đã hình thành cơ sở.

## Tây và Bắc Âu
- Reichskommissariat Norwegen (Đức chiếm đóng Na Uy từ năm 1940 đến 1945).
- Reichskommissariat Niederlande (Đức chiếm đóng Hà Lan từ năm 1940 đến 1945).
- Reichskommissariat Belgien-Nordfrankreich (Đức chiếm đóng Bỉ và Bắc Pháp , Nord-Pas-de-Calais , vào năm 1944|Đức chiếm đóng Bỉ và Bắc Pháp, Nord-Pas-de-Calais, vào năm 1944) truy tìm trực tiếp vào Đại đức Reich vào tháng 12 năm 1944 như Reichsgaue mớicủa Flanders, Wallonia và Brussels, mặc dù hầu hết khu vực không còn thuộc quyền kiểm soát của Đức.

## Lãnh thổ trước đây thuộc quyền quản lý của Liên Xô
Vào mùa hè năm 1941, nhà tư tưởng học Đức Quốc xã Alfred Rosenberg đã gợi ý rằng để tạo thuận lợi cho sự tan rã của Liên Xô và Nga là một thực thể địa lý, lãnh thổ Xô viết nên được quản lý trong năm Reichskommissariate sau đây:
- Reichskommissariat Ostland (RKO) (Các nước Baltic, trước đây thuộc Liên Xô chiếm đóng Ba Lan và Xô viết Belarus, mở rộng về phía đông bằng cách bao gồm một số phần của miền Tây nước Nga) 1941-1944 / 45.
- Reichskommissariat Ukraina (RKU) (trước đây thuộc Liên Xô chiếm đóng Ba Lan, và Xô viết Ukraine trừ Quận Galicia, Rumani Transnistria và Crimea, và vào cuối tháng 5 năm 1941 đã được mở rộng về phía đông lên đến Volga); 1941–1944.
- Reichskommissariat Don-Wolga (khoảng từ biển Azov đến Cộng hòa Đức Volga bao gồm Rostov, Voronezh, và Saratov; cuối tháng 5 năm 1941 chia giữa Ukraina và Kaukasus); không bao giờ được thành lập.
- Reichskommissariat Moskowien (RKM) (khu vực đô thị Moscow và phần còn lại của châu Âu Nga trừ Karelia và bán đảo Kola); chưa bao giờ được thiết lập đầy đủ. Sự tiến quân của quân đội Đức dừng lại vào 1941
- Reichskommissariat Kaukasus (RKK) (Miền Nam nước Nga và vùng Caucasus); chưa bao giờ được thiết lập đầy đủ. Sự tiến quân của quân đội Đức dừng lại vào năm 1942/.
- Reichskommissariat Turkestan (RKT) (các nước cộng hòa và vùng lãnh thổ Trung Á); không bao giờ được thành lập.

Theo yêu cầu của Hitler, dự án Turkestan đã bị Rosenberg hoãn lại trong tương lai gần, thay vào đó, ông được lệnh tập trung vào Châu Âu trong thời gian tới. Trung Á được xác định là một mục tiêu tương lai cho việc mở rộng của Đức, ngay sau khi quân đội của họ sẽ sẵn sàng để di chuyển xa hơn về phía đông sau khi hợp nhất các chiến thắng hiện tại ở Liên bang Nga. Sự quan tâm đến một phần của khu vực đối tác Axis lớn của Đức, Đế chế Nhật Bản (xem các cuộc đàm phán quyền lực của Axis về phân chia châu Á trong Thế chiến II), có thể trở thành chủ đề thảo luận về việc thành lập chính quyền Đông Á Co-thịnh vượng Sphere.
Các đơn vị bổ sung đang được thảo luận tại các thời điểm khác nhau trong thời gian bao gồm Reichskommissariat Don-Wolga nhưng, vào nửa cuối tháng 5 năm 1941, số đơn vị hành chính được thiết lập ở phía đông bị giới hạn ở bốn; cũng như một Reichskommissariat Ural cho khu vực miền trung và miền nam Ural. 